# 36e Primetime Emmy Awards
De 36e Primetime Emmy Awards, waarbij prijzen werden uitgereikt in verschillende categorieën voor de beste Amerikaanse televisieprogramma's die in primetime werden uitgezonden tijdens het televisieseizoen 1983-1984, vond plaats op 23 september 1984 in het Pasadena Civic Auditorium in Pasadena, Californië.

## Winnaars en nominaties - televisieprogramma's
(De winnaars staan bovenaan in vet lettertype.)

#### Dramaserie
(Outstanding Drama Series)
- Hill Street Blues
  - Cagney & Lacey
  - Fame
  - Magnum, P.I.
  - St. Elsewhere

#### Komische serie
(Outstanding Comedy Series)
- Cheers
  - Buffalo Bill
  - Family Ties
  - Kate & Allie
  - Newhart

#### Miniserie
(Outstanding Limited Series)
- Concealed Enemies
  - Chiefs
  - George Washington
  - Nancy Astor
  - Reilly: Ace of Spies

#### Varieté-, Muziek- of komische show
(Outstanding Variety, Music or Comedy Program)
- The Kennedy Center Honors: A Celebration of the Performing
  - Late show with David Letterman
  - The Tonight Show Starring Johnny Carson
  - The 38th Annual Tony Awards
  - The American Film Institute Salute to Lillian Gish

## Winnaars en nominaties - acteurs

### Hoofdrollen

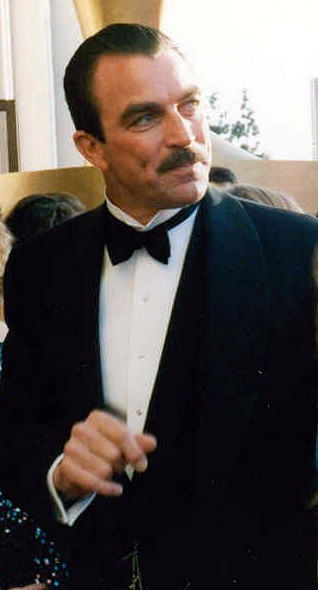
Tom Selleck (Magnum, P.I.), winnaar mannelijke hoofdrol in een dramaserie

#### Mannelijke hoofdrol in een dramaserie
(Outstanding Lead Actor in a Drama Series)
- Tom Selleck als Thomas Magnum in Magnum, P.I.
  - William Daniels als Mark Craig in St. Elsewhere
  - John Forsythe als Blake Carrington in Dynasty
  - Daniel J. Travanti als Frank Furillo in Hill Street Blues

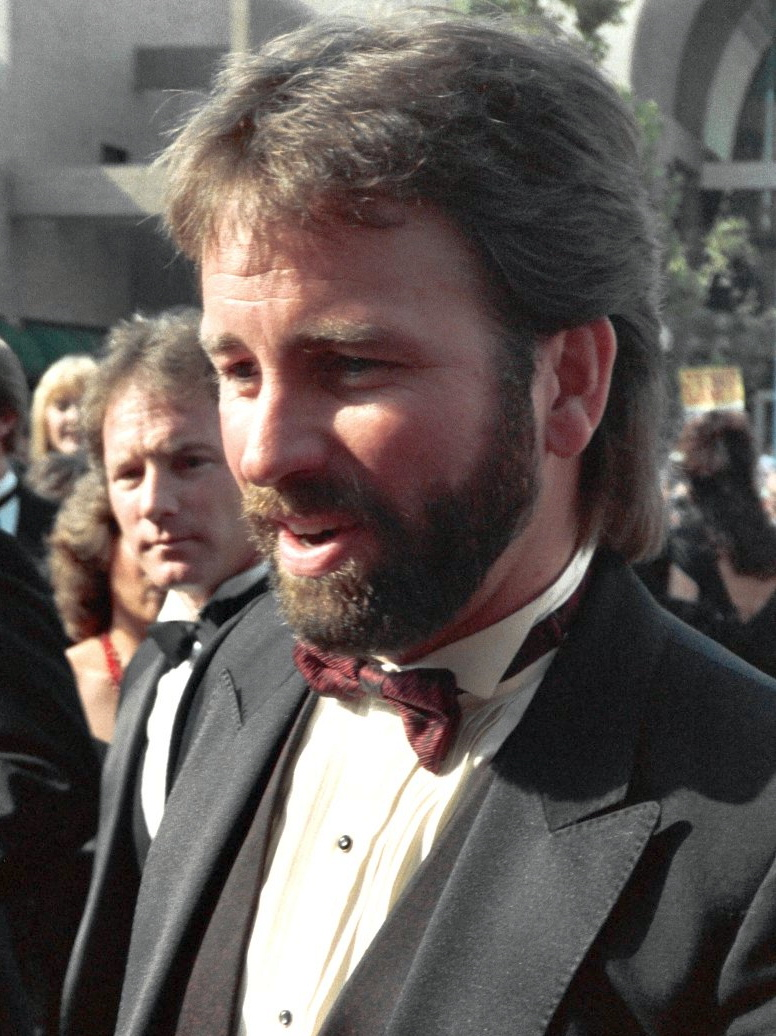
John Ritter (Three's Company), winnaar mannelijke hoofdrol in een komische serie

#### Mannelijke hoofdrol in een komische serie
(Outstanding Lead Actor in a Comedy Series)
- John Ritter als Jack Tripper in Three's Company
  - Dabney Coleman als Bill Bittinger in Buffalo Bill
  - Ted Danson als Sam Malone in Cheers
  - Robert Guillaume als Benson DuBois in Benson
  - Sherman Hemsley als George Jefferson in The Jeffersons

#### Mannelijke hoofdrol in een miniserie
(Outstanding Lead Actor in a Limited Series or a Special)
- Laurence Olivier als King Lear in King Lear
  - Daniel J. Travanti als John Walsh in Adam
  - Mickey Rooney als Bill Sackter in Bill: On His Own
  - Louis Gossett jr. als Anwar al-Sadat in Sadat
  - Ted Danson als Steven Bennett in Something About Amelia

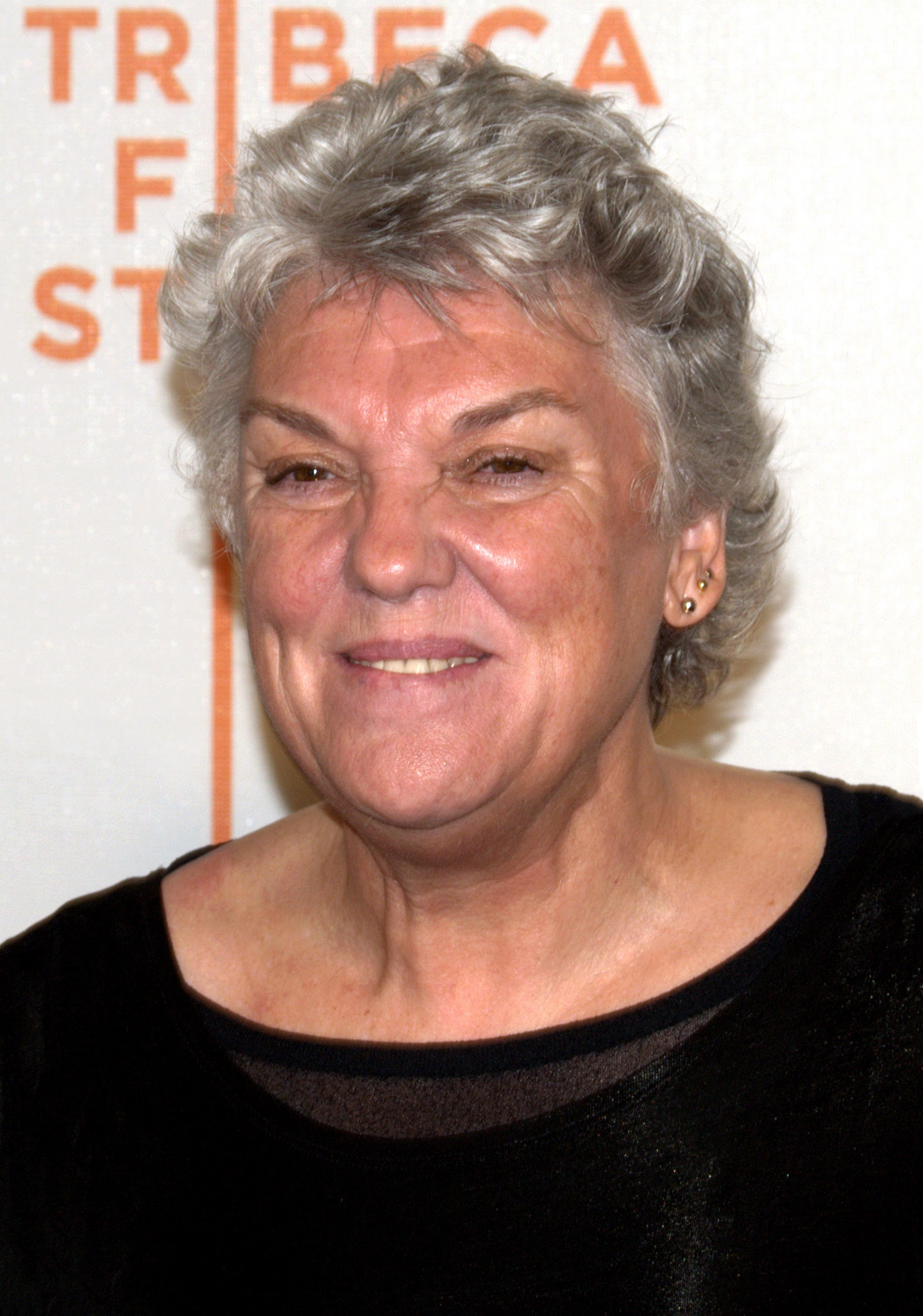
Tyne Daly (Cagney & Lacey), winnaar vrouwelijke hoofdrol in een dramaserie

#### Vrouwelijke hoofdrol in een dramaserie
(Outstanding Lead Actress in a Drama Series)
- Tyne Daly als Mary Beth Lacey in Cagney & Lacey
  - Debbie Allen als Lydia Grant in Fame
  - Joan Collins als Alexis Carrington Colby in Dynasty
  - Sharon Gless als Christine Cagney in Cagney & Lacey
  - Veronica Hamel als Joyce Davenport in Hill Street Blues

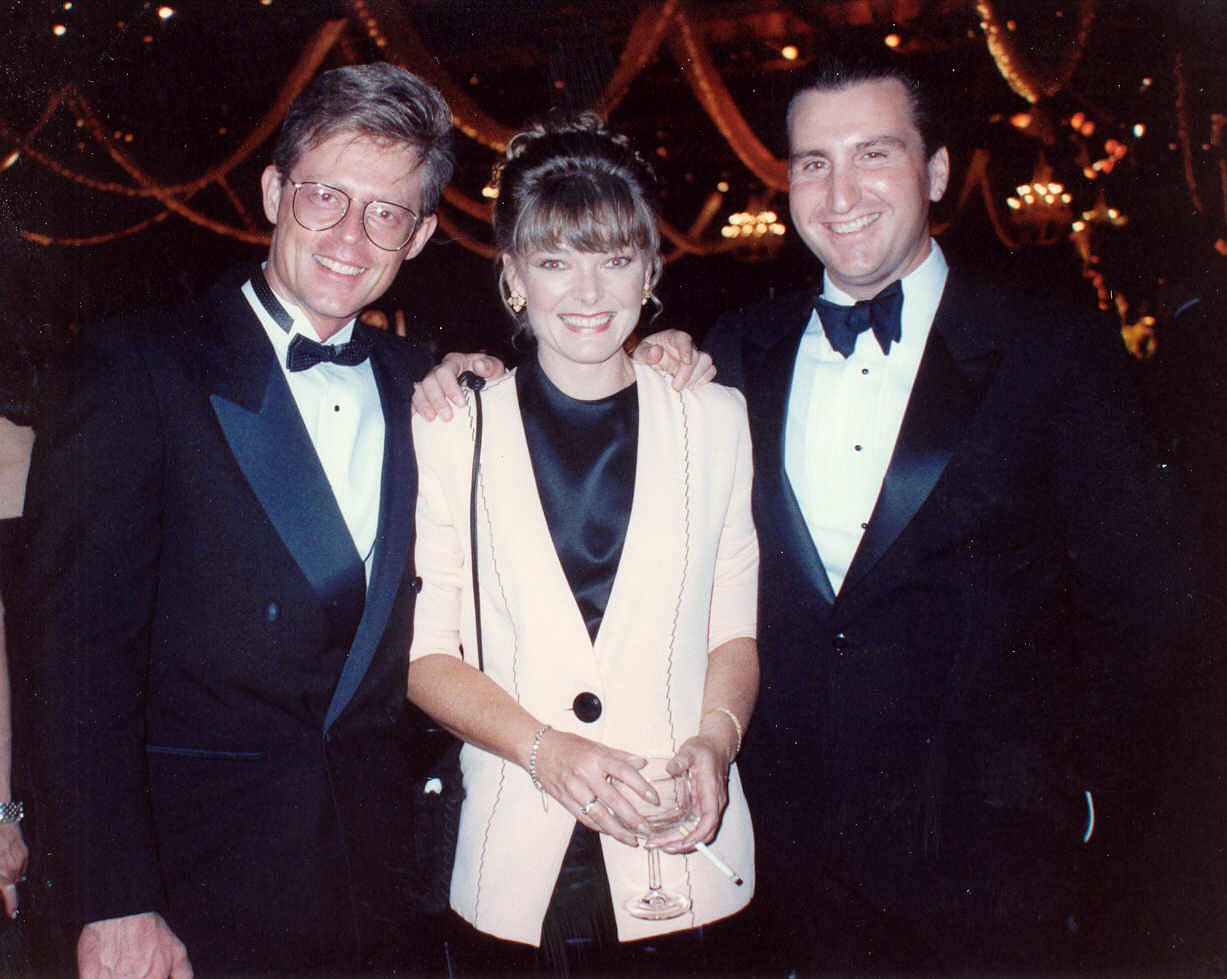
Jane Curtin (Kate & Allie), winnaar vrouwelijke hoofdrol in een komische serie

#### Vrouwelijke hoofdrol in een komische serie
(Outstanding Lead Actress in a Comedy Series)
- Jane Curtin als Allison Lowell in Kate & Allie
  - Joanna Cassidy als Jo Jo White in Buffalo Bill
  - Shelley Long als Diane Chambers in Cheers
  - Susan Saint James als Katherine McArdle in Kate & Allie
  - Isabel Sanford als Louise Jefferson in The Jeffersons

#### Vrouwelijke hoofdrol in een miniserie
(Outstanding Lead Actress in a Limited Series or a Special)
- Jane Fonda als Gertie Nevels in The Dollmaker
  - JoBeth Williams als Reve Walsh in Adam
  - Jane Alexander als Calamity Jane in Calamity Jane
  - Glenn Close als Gail Bennett in Something About Amelia
  - Ann-Margret als Blanche DuBois in A Streetcar Named Desire

### Bijrollen

#### Mannelijke bijrol in een dramaserie
(Outstanding Supporting Actor in a Drama Series)
- Bruce Weitz als Michael "Mick" Belker in Hill Street Blues
  - Ed Begley jr. als Victor Ehrlich in St. Elsewhere
  - Michael Conrad als Phil Esterhaus in Hill Street Blues
  - John Hillerman als Higgins in Magnum, P.I.
  - James Sikking als Howard Hunter in Hill Street Blues

#### Mannelijke bijrol in een komische serie
(Outstanding Supporting Actor in a Comedy Series)
- Pat Harrington Jr. als Dwayne F. Schneider in One Day at a Time
  - Rene Auberjonois als Clayton Runnymede Endicott III in Benson
  - Nicholas Colasanto als Ernie Pantusso in Cheers
  - Tom Poston als George Utley in Newhart
  - George Wendt als Norm Peterson in Cheers

#### Mannelijke bijrol in een miniserie
(Outstanding Supporting Actor in a Limited Series or a Special)
- Art Carney als Tony in Terrible Joe Moran
  - Keith Carradine als Foxy Funderburke in Chiefs
  - John Lithgow als Joe Huxley in The Day After
  - David Ogden Stiers als William Milligan Sloane in The First Olympics: Athens 1896
  - John Gielgud als Lord Durrisdeer in The Master of Ballantrae
  - Randy Quaid als Harold 'Mitch' Mitchell in A Streetcar Named Desire

#### Vrouwelijke bijrol in een dramaserie
(Outstanding Supporting Actress in a Drama Series)
- Alfre Woodard als Doris Robson in Hill Street Blues
  - Barbara Bosson als Fay Furillo in Hill Street Blues
  - Piper Laurie als Fran Singleton in St. Elsewhere
  - Madge Sinclair als Ernestine Shoop in Trapper John, M.D.
  - Betty Thomas als Lucille Bates in Hill Street Blues

#### Vrouwelijke bijrol in een komische serie
(Outstanding Supporting Actress in a Comedy Series)
- Rhea Perlman als Carla Tortelli in Cheers
  - Julia Duffy als Stephanie Vanderkellen in Newhart
  - Marla Gibbs als Florence Johnston in The Jeffersons
  - Paula Kelly als Liz Williams in Night Court
  - Marion Ross als Marion Cunningham in Happy Days

#### Vrouwelijke bijrol in een miniserie
(Outstanding Supporting Actress in a Limited Series or a Special)
- Roxana Zal als Amelia Bennett in Something About Amelia
  - Beverly D'Angelo als Stella DuBois Kowalski in A Streetcar Named Desire
  - Patty Duke als Martha Washington in George Washington
  - Cloris Leachman als Mary Kovacs in Ernie Kovacs: Between the Laughter
  - Tuesday Weld als Margie Young-Hunt in Hallmark Hall of Fame